# Recinte murat de Xert
El Recinte Emmurallat de Xert, està format per les restes de l'antiga muralla que envoltava el municipi de Xert, a la comarca del Baix Maestrat, per donar-li protecció. Com tota muralla està catalogada com Bé d'interès cultural segons obra en la Direcció General de Patrimoni Artístic, de la Generalitat Valenciana, encara que no compta amb anotació ministerial, sinó que tan sols té un codi d'identificació: 12.03.052-008.
Actualment, queden escasses restes del recinte emmurallat que va protegir la població antany, sobretot la zona que constituïa el nucli primitiu de la població, és a dir el nucli històric de Xert (que és on es troben els edificis més assenyalats de la localitat, com és el cas de l'església Vella).
Però, igual que va ocórrer amb moltes altres poblacions, l'ampliació del municipi per l'augment de la demografia, va arrasar amb les muralles, o van passar a quedar incorporades com llenços de noves cases que es construïen adossades i elles. Malgrat això, es poden contemplar unes escasses restes en un dels carrers propers a la plaça de l'església.